# Enzo Scifo
Vincenzo "Enzo" Scifo (sinh 19 tháng 2 năm 1966) là cựu cầu thủ bóng đá Bỉ, chơi ở vị trí tiền vệ. Ông từng khoác áo đội tuyển Bỉ, là một trong 3 cầu thủ Bỉ từng 4 lần tham dự World Cup.

## Thời trẻ
Scifo có cha mẹ là người gốc Ý và sớm thể hiện năng khiếu bóng đá. Năm 14 tuổi, ông gia nhập đội trẻ của câu lạc bộ Bỉ R.A.A. Louviéroise, nhưng một thời gian ngắn sau chuyển sang R.S.C. Anderlecht và có trận đấu ra mắt vào năm 1983.

## Sự nghiệp cầu thủ

### Câu lạc bộ
Ông chuyển tới Inter Milan năm 1987 và có phong độ tốt, sau đó chuyển sang Girondins Bordeaux năm 1988. Sự nghiệp tiếp tục khi Scifo đến Auxerre năm 1989, rồi quay lại Ý với Torino năm 1991. Tiếp theo là AS Monaco (năm 1993) trước khi ông kết thúc cuộc đời cầu thủ ở câu lạc bộ đầu tiên trong sự nghiệp, Anderlecht (1997). Ông giải nghệ năm 2000 sau khi được chẩn đoán bị mắc chứng viêm khớp mãn tính.

### Đội tuyển quốc gia
Scifo đá trận đầu cho đội tuyển Bỉ tháng 6 năm 1984 với Nam Tư.
Ông cùng đội tuyển Bỉ tham gia 4 kì World Cup liên tiếp: 1986, 1990, 1994 và 1998, chơi 16 trận. Sau này ông được các chuyên gia đánh giá là xứng đáng nhận được giải thưởng Cầu thủ trẻ xuất sắc nhất (dành cho cầu thủ không quá 21 tuổi) tại World Cup 1986 (Giải thưởng này chỉ chính thức được trao từ World Cup 2006).
Scifo cũng có mặt trong đội tuyển Bỉ dự vòng chung kết Euro 1984 và giữ kỉ lục là cầu thủ trẻ nhất ra sân trong một vòng chung kết Euro: 18 tuổi 3 tháng và 25 ngày.
Tổng cộng ông có 84 lần khoác áo đội tuyển với 18 bàn thắng.

## Sau khi giải nghệ
Ông bắt đầu sự nghiệp huấn luyện với câu lạc bộ R. Charleroi S.C. từ mùa bóng 2000-01, tuy nhiên phải từ chức tháng 6 năm 2002 do kết quả yếu kém. HIện giờ ông là huấn luyện viên A.F.C. Tubize, một câu lạc bộ thi đấu ở giải hạng Hai của Bỉ.
Tháng 5 năm 2006, ông tham gia vào Hiệp hội cựu cầu thủ châu Âu do Terry Venables và Josep Mª Fusté lãnh đạo.

## Thống kê sự nghiệp
| #  | Ngày                 | Địa điểm                                                    | Đối thủ          | Bàn thắng | Kết quả | Giải đấu                 |
| -- | -------------------- | ----------------------------------------------------------- | ---------------- | --------- | ------- | ------------------------ |
| 1  | 17 tháng 10 năm 1984 | Sân vận động Heysel, Bruxelles, Bỉ                          | Albania          | 2–1       | 3–1     | Vòng loại World Cup 1986 |
| 2  | 27 tháng 3 năm 1985  | Sân vận động Heysel, Bruxelles, Bỉ                          | Hy Lạp           | 2–0       | 2–0     | Vòng loại World Cup 1986 |
| 3  | 8 tháng 6 năm 1986   | Sân vận động Nemesio Díez, Toluca, México                   | Iraq             | 1–0       | 2–1     | World Cup 1986           |
| 4  | 15 tháng 6 năm 1986  | Sân vận động Nou Camp, León, México                         | Liên Xô          | 1–1       | 4–3     | World Cup 1986           |
| 5  | 10 tháng 9 năm 1986  | Sân vận động Heysel, Bruxelles, Bỉ                          | Cộng hòa Ireland | 2–1       | 2–2     | Vòng loại Euro 1988      |
| 6  | 26 tháng 5 năm 1990  | Sân vận động Heysel, Bruxelles, Bỉ                          | România          | 1–0       | 2–2     | Giao hữu                 |
| 7  | 17 tháng 6 năm 1990  | Sân vận động Marc'Antonio Bentegodi, Verona, Ý              | Uruguay          | 2–0       | 3–1     | World Cup 1990           |
| 8  | 27 tháng 2 năm 1991  | Sân vận động Constant Vanden Stock, Bruxelles, Bỉ           | Luxembourg       | 3–0       | 3–0     | Vòng loại Euro 1992      |
| 9  | 11 tháng 9 năm 1991  | Sân vận động Josy Barthel, Thành phố Luxembourg, Luxembourg | Luxembourg       | 1–0       | 2–0     | Vòng loại Euro 1992      |
| 10 | 9 tháng 10 năm 1991  | Sân vận động Sóstói, Székesfehérvár, Hungary                | Hungary          | 2–0       | 2–0     | Giao hữu                 |
| 11 | 25 tháng 3 năm 1992  | Sân vận động Công viên các Hoàng tử, Paris, Pháp            | Pháp             | 2–1       | 3–3     | Giao hữu                 |
| 12 | 13 tháng 2 năm 1993  | Sân vận động Makario, Nicosia, Cộng hòa Síp                 | Síp              | 1–0       | 3–0     | Vòng loại World Cup 1994 |
| 13 | 13 tháng 2 năm 1993  | Sân vận động Makario, Nicosia, Cộng hòa Síp                 | Síp              | 2–0       | 3–0     | Vòng loại World Cup 1994 |
| 14 | 22 tháng 5 năm 1993  | Sân vận động Constant Vanden Stock, Bruxelles, Bỉ           | Quần đảo Faroe   | 2–0       | 3–0     | Vòng loại World Cup 1994 |
| 15 | 13 tháng 10 năm 1993 | Sân vận động Steaua, Bucharest, România                     | România          | 1–2       | 1–2     | Vòng loại World Cup 1994 |
| 16 | 7 tháng 6 năm 1995   | Philip II Arena, Skopje, Bắc Macedonia                      | Bắc Macedonia    | 2–0       | 5–0     | Vòng loại Euro 1996      |
| 17 | 7 tháng 6 năm 1995   | Philip II Arena, Skopje, Bắc Macedonia                      | Bắc Macedonia    | 5–0       | 5–0     | Vòng loại Euro 1996      |
| 18 | 6 tháng 6 năm 1998   | Sân vận động Nhà vua Baudouin, Bruxelles, Bỉ                | Paraguay         | 1–0       | 1–0     | Giao hữu                 |

## Danh hiệu
Anderlecht
- Belgian First Division: 1984–85, 1985–86, 1986–87, 1999–2000
- Belgian Supercup: 1985
- Belgian League Cup: 2000[2]
- UEFA Cup: á quân 1983–84[3]

Monaco
- Division 1: 1996–97

Torino
- Coppa Italia: 1992–93
- UEFA Cup: á quân 1991–92

Đội tuyển Bỉ
- FIFA World Cup: hạng tư 1986[4]